# Potos (planta)

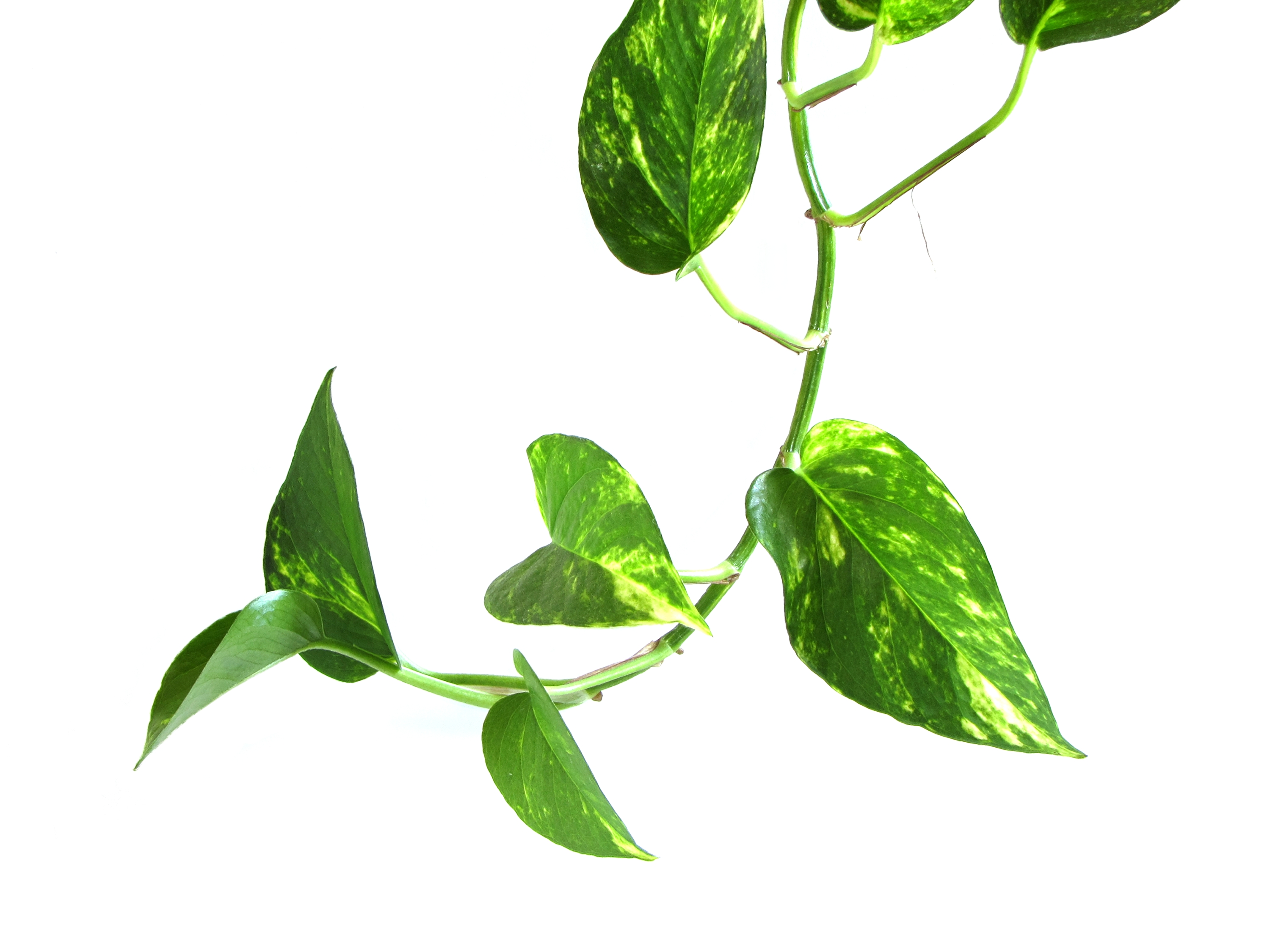
Liana

El potos (Epipremnum aureum) és una espècie de planta amb flors del gènere Epipremnum dins la família de les aràcies (Araceae). És una planta tropical nativa de les illes de la Societat, que ha estat introduïda a altres zones tropicals i que és utilitzada com a planta ornamental d'interior a les nostres latituds.
És un epífit que fa fins a 20 metres de llarg, amb tiges de 4 cm de diàmetre i amb arrels aèries que s'enganxen a les branques dels arbres. Les fulles són persitents, alternes. Les flors es fan en una espata de 23 cm de llargada.

## Cultiu i usos
És una planta ornamental d'interior molt popular amb nombrosos cultivars seleccionata per la variegació amb diversos colors. És resistent i sovint es troba a oficines i botigues, ja que requereix poques atencions. Treu eficaçment la contaminació dels interiors (formaldehid, xilè i benzè).
A dins les cases pot arribar a fer 2 metres de llarg. Prefereix la llum indirecta car el sol directe pot malmetre les fulles. La temperatura hauria d'estar entre 17 i 30 °C. No necessita gaire aigua. Pot créixer en hidroponia. Aquesta planta és tòxica pels gats i gossos per la presència d'oxalat de calci. Cal vigilar que tampoc se la mengin els infants.

## Espècie invasora
Aquesta espècie és una planta invasora en els lloc tropicals on s'ha introduït, per exemple a Sri Lanka.